# Tempesta solare

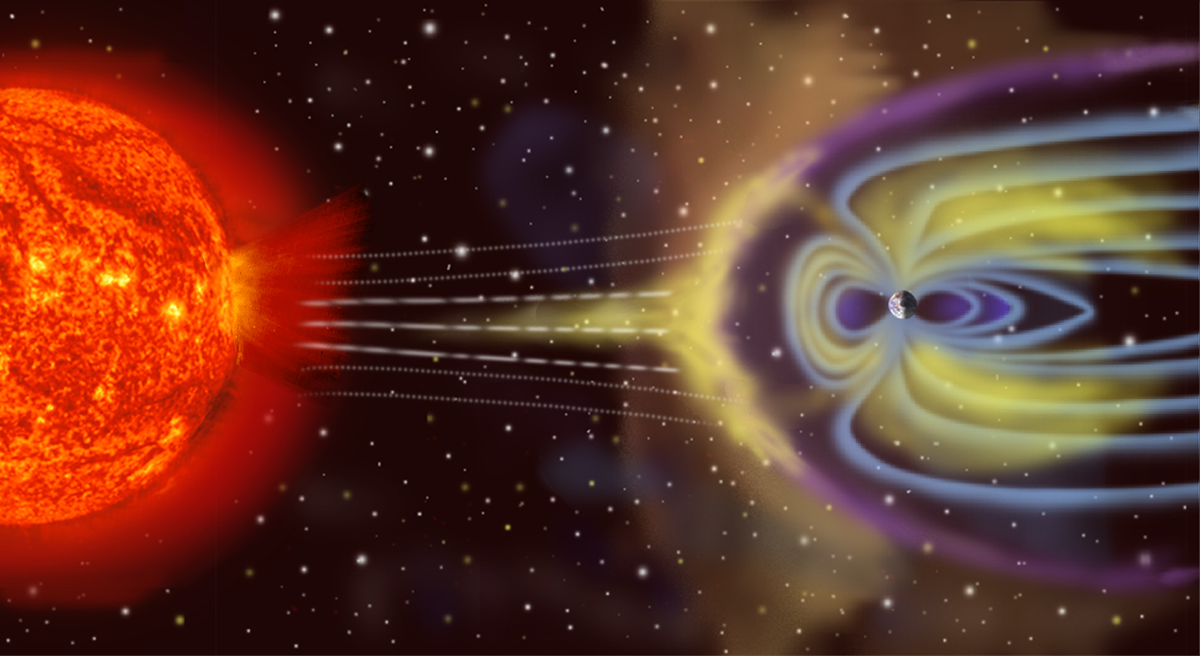
Interazione delle particelle solari con la magnetosfera

Una tempesta solare è un disturbo della magnetosfera terrestre, di carattere temporaneo, causato dall'attività solare e rilevabile dai magnetometri in ogni punto della Terra.
Durante una tempesta solare il Sole produce forti emissioni di materia dalla sua corona che generano un forte vento solare, le cui particelle ad alta energia vanno a colpire il campo magnetico terrestre dalle 24 alle 36 ore successive all'espulsione di massa coronale.
Ciò accade soltanto qualora le particelle del vento solare viaggino in direzione della Terra. La pressione del vento solare cambia in funzione dell'attività solare e tali cambiamenti modificano le correnti elettriche presenti nella ionosfera. Le tempeste magnetiche generalmente durano dalle 24 alle 48 ore, anche se alcune possono durare per diversi giorni.
Nel 1989, una tempesta elettromagnetica si verificò sui cieli del Québec, causando un'aurora boreale visibile fino in Texas.

## Effetti delle tempeste

### Radiazioni pericolose
Il vento solare rilascia intense particelle ad alta energia che possono generare delle radiazioni dannose per gli esseri umani, allo stesso modo delle radiazioni nucleari a bassa energia. L'atmosfera e la magnetosfera terrestri agiscono fornendo una adeguata protezione a livello del suolo, ma gli astronauti nello spazio sono soggetti a dosi potenzialmente letali di radiazioni ionizzanti. La penetrazione di particelle ad alta energia nelle cellule può causare il danneggiamento cromosomico, il cancro ed altri problemi di salute. Alte dosi potrebbero essere fatali.
I protoni solari con energia superiore ai 30 MeV sono particolarmente pericolosi.
I protoni solari possono produrre problemi di radiazioni anche a bordo di voli di linea alle elevate altitudini. Sebbene questi rischi siano bassi, il monitoraggio delle emissioni solari consente di valutare un eventuale cambio del piano di volo.

### Biologia
Sono sempre più numerose le evidenze empiriche delle modifiche che i sistemi biologici subiscono a seguito delle tempeste magnetiche. L'interesse nello studio della materia ha condotto l'Unione radio-scientifica internazionale (URSI) a creare una nuova commissione denominata "Commissione K".
Gli studi più interessanti sono stati effettuati sull'alterazione del sistema di orientamento dei piccioni e di altri animali come i delfini e le balene, che possiedono sistemi di orientamento basati sul magnetismo terrestre.

### Il danneggiamento dei sistemi

#### Comunicazioni
I sistemi di comunicazioni utilizzano la ionosfera per riflettere i segnali radio su lunghe distanze. Le tempeste ionosferiche possono influenzare le comunicazioni radio a tutte le latitudini.
Le frequenze delle TV e delle radio sono relativamente poco influenzate dall'attività solare, ma le onde corte terra-aria, e le radio amatoriali (le frequenze inferiori ai 30 MHz) sono spesso interrotte.
Alcuni impianti militari possono essere colpiti dall'attività solare. Il radar può essere uno dei sistemi potenzialmente soggetti al danneggiamento.
Le linee telegrafiche in passato erano spesso soggette agli effetti delle tempeste magnetiche.

#### Sistemi di navigazione
I sistemi di navigazione quali GPS, LORAN possono subire gravi danni in occasione di un'intensa attività solare.
Una tecnologia usata in casi del genere, per garantire la continuità dell'operatività dei GPS, è la cosiddetta Receiver Autonomous Integrity Monitoring (RAIM). In ogni caso la tecnologia RAIM si basa sull'assunto che gran parte della costellazione GPS sia ancora operativa senza danni, per cui appare inefficace qualora la tempesta geomagnetica abbia alterato il funzionamento dell'intera costellazione.

#### Satelliti
Le tempeste e le relative emissioni ultraviolette colpiscono violentemente la parte alta dell'atmosfera causandone un'espansione. Gli strati di aria più calda si alzano e la densità alla quale orbitano i satelliti (circa 1000 km), aumenta significativamente. La conseguenza è uno spostamento del satellite nello spazio, che causa un lento cambio di orbita gravitazionale. Se non si effettua una manovra correttiva dei satelliti orbitanti nella fascia interna dell'atmosfera questi tendono ad avvicinarsi alla superficie terrestre con un conseguente alto rischio di essere bruciati dall'attrito con essa.
La vulnerabilità dei satelliti dipende dalla relativa posizione nella quale si trovano.
La miniaturizzazione dei componenti dei satelliti li ha resi inoltre più vulnerabili.

#### Esplorazioni geologiche
Il campo magnetico terrestre è utilizzato dai geologi per determinare le strutture rocciose della crosta terrestre. I geologi sono soliti cercare riserve di materie prime come gas, olio e depositi minerali e possono effettuare tali ricerche soltanto quando il campo terrestre è nello stato di quiete, senza alterazioni nelle misurazioni.

#### Tralicci elettrici
Quando un campo magnetico si muove nei pressi di un conduttore come un cavo, si genera una corrente indotta nel conduttore. Ciò avviene anche su grande scala nel corso delle tempeste su tutte le linee elettriche lunghe. Le compagnie elettriche che trasmettono l'elettricità ai loro clienti attraverso lunghe linee (di almeno 1-10 km) sono quindi soggette al danneggiamento degli apparati. Questo caso è più frequente negli USA, Canada e in Australia. La rete elettrica europea in genere si basa su circuiti di trasmissione più corti, che sono meno vulnerabili.
Il danneggiamento si verifica a causa dell'oscillazione e non per l'intensità della corrente generata dalle variazioni magnetiche, che è di pochi microtesla.
La prevenzione dei danneggiamenti può essere effettuata interrando i cavi nel terreno, piazzando parafulmini lungo i cavi o riducendo il voltaggio dei trasformatori e usando cavi non più lunghi di 10 km.

#### Condotte idriche
La fluttuazione rapida del campo geomagnetico produce danni persino alle condotte idriche, con l'alterazione della misurazione del flusso per il malfunzionamento dei misuratori. Inoltre il livello di corrosione aumenta a causa delle correnti indotte.